# Karin Hagmann
Pour les articles homonymes, voir Hagmann.
Karin Hagmann, née le 9 mars 1974, est une bobeuse et athlète suisse.

## Carrière
Karin Hagmann pratique le lancer du poids et le lancer du disque, et est multiple championne de Suisse de ces disciplines.
En 2004, elle obtient la médaille de bronze des Championnats d'Europe de bobsleigh à Sigulda avec Françoise Burdet.